# بنی مونس (روستا)
 بنی مونس به عربی ( بَنی مُونس )، روستایی است در دهستان بنو الَمَکرَم از توابع استان استان صَنعاء در کشور یمن در شبه جزیره عربستان.

## جمعیت
جمعیت آن (۱۴۸) نفر (۱۲ خانوار) می‌باشد.